# Anadara aequatorialis
Anadara aequatorialis is een tweekleppigensoort uit de familie van de Arcidae. De wetenschappelijke naam van de soort is voor het eerst geldig gepubliceerd in 1846 door d'Orbigny.